# Human Entertainment
Human Entertainment va ser una empresa desenvolupadora i publicadora de videojocs del Japó. L'empresa va crear nombrosos videojocs per moltes sistemes, incloent-hi la Dreamcast, Game Boy, Nintendo 64, PC Engine, PC (Windows), PlayStation, Saturn, Sega CD, Super NES, TurboGrafx CD, i WonderSwan.
La companyia va tancar el 1999. Tanmateix, alguns títols fets abans del tancament de la companyia van ser llançats individualment o com a part d'una col·lecció durant anys posteriors.

## Videojocs

### Creats per Human Entertainment
- Kabuki Quantum Fighter

- HAL Wrestling (llançat el 1990)

- Air Boarder 64 (llançat el 1998-03-27)
- F1 Pole Position 64 (llançat el 1997-10-15)
- Human Grand Prix: The New Generation

- Fire Pro Wrestling Combination Tag (llançat el 1989-06-22)
- Fire Pro Wrestling 2nd Bout (llançat el 1991-08-30)

- The Conveni: Ano Machi wo Dokusen Seyo (llançat el 1996-04-26)
- The Conveni III: Ano Machi wo Dokusen Seyo (llançat el 2002-04-19)
- The Conveni III: Ano Machi wo Dokusen Seyo - Popular Edition (llançat el 2004-06-24)
- The Conveni Pack: Ano Machi wo Dokusen Seyo + Power Up Kit (llançat el 2003-04-24)
- The Marugoto (llançat el 2001-12-07)

- Bakusou Dekotora Densetsu: Art Truck Battle (llançat el 1998-06-24)
- Clock Tower (llançat el 1997-10-01)
- Clock Tower 2: The Struggle Within (també conegut per Clock Tower: Ghost Head) (llançat el 1999-10-28)
- Clock Tower: The First Fear (llançat el 1997-07-17)
- The Conveni: Ano Machi wo Dokusen Seyo (llançat el 1997-03-28)
- The Conveni 2: Zenkoku Chain Tenkai da! (llançat el 1997-12-18)
- The Conveni Special (llançat el 1998-03-12)
- Fire Pro Wrestling G (llançat el 2000)
- Hyper Final Match Tennis (llançat el 1996-03-22)
- Remote Control Dandy (llançat el 1999-07-22)
- Vanguard Bandits (llançat el 2000-07-27)

- The Conveni: Ano Machi wo Dokusen Seyo (llançat el 1997-03-20)
- The Conveni 2: Zenkoku Chain Tenkai da! (llançat el 1998-03-12)

- Bari-Arm (Android Assault)

- Clock Tower (llançat el 1995-09-14)
- Dragon's Earth (llançat el 1992-12-30)
- F1 Pole Position
- F1 Pole Position II
- Human Grand Prix III: F1 Triple Battle
- Human Grand Prix IV - F1 Dream Battle
- SOS (llançat el 1994-06-01)
- Super Final Match Tennis (llançat el 1994-08-12)
- Super Fire Pro Wrestling X (llançat el 1995-12-22)
- Super Fire Pro Wrestling X Premium (llançat el 1996-03-29)
- Super Soccer
- Super Soccer 2
- Tae Kwon Do (llançat el 1994-12-31)
- The Firemen (llançat el 1994-06-01)

- Far The Earth no Jakoutei: Neo Metal Fantasy (llançat el 1992)
- Final Match Tennis (llançat el 1991-03-17)

### Publicats per Human Entertainment
- Fire Pro Wrestling D (llançat el 2001-03-06)

- Chacha-Maru Panic (llançat el 1991-04-19)
- HAL Wrestling (llançat el 1990)

- Air Boarder 64 (llançat el 1998-03-27)
- Human Grand Prix: The New Generation

- Fire Pro Wrestling Combination Tag (llançat el 1989-06-22)
- Fire Pro Wrestling 2nd Bout (llançat el 1991-08-30)

- The Marugoto (llançat el 2001-12-07)

- Bakusou Dekotora Densetsu: Art Truck Battle (llançat el 1998-06-24)
- Blue Breaker: Ken yori mo Hohoemi o (llançat el 1997)
- Clock Tower: The First Fear (llançat el 1997-07-17)
- Fire Pro Wrestling G (llançat el 2000)
- Formation Soccer '97: The Road to France
- Hyper Final Match Tennis (llançat el 1996-03-22)
- Remote Control Dandy (llançat el 1999-07-22)
- Sound Qube (llançat el 1998-03-12)
- The Conveni: Ano Machi wo Dokusen Seyo (llançat el 1997-03-28)
- The Conveni 2: Zenkoku Chain Tenkai da! (llançat el 1997-12-18)
- The Conveni Special (llançat el 1998-03-12)
- Vanguard Bandits (llançat el 1998)

- Fire Pro Gaiden: Blazing Tornado (llançat el 1995)
- Fire Pro Wrestling S: 6 Men Scramble (llançat el 1996)
- The Conveni: Ano Machi wo Dokusen Seyo (llançat el 1997-02-20)
- The Conveni 2: Zenkoku Chain Tenkai da! (llançat el 1998-03-12)

- Clock Tower (llançat el 1995-09-14)
- Dragon's Earth (llançat el 1992-12-30)
- F1 Pole Position
- Fire Pro Wrestling 3: Final Bout
- The Firemen (llançat el 1996-06-01)
- Laplace no Ma (llançat el 1993)
- Super Final Match Tennis (llançat el 1994-08-12)
- Super Fire Pro Wrestling X (llançat el 1995-12-22)
- Super Fire ProWrestling X Premium (llançat el 1996-03-29)
- Tae Kwon Do (llançat el 1994-12-31)

- Far The Earth no Jakoutei: Neo Metal Fantasy (llançat el 1992)
- Final Match Tennis (llançat el 1991-03-17)

- Bakusou Dekotora Densetsu (llançat el1999-12-22)
- Clock Tower (llançat el 1999-12-09)